# عمليات القتل في حفرة كازاني
عمليات القتل في حفرة كازاني تشير إلى القتل الجماعي لأغلب الصرب الذين يعيشون داخل سراييفو المحاصرة على يد قوات موشان توبالوفيتش قائد لواء الجبل العاشر في جيش جمهورية البوسنة والهرسك خلال حرب البوسنة والهرسك.

## الجرائم
كان توبالوفيتش الملقب بـ «كاكو» موسيقي موسيقى الروك ورجل عصابات قبل الحرب وأصبح قائد للوحدة التي تتخذ من سراييفو مقر لها في بداية الحرب. كما شارك في تنظيم العصبة الوطنية وقوات القبعات الخضراء شبه العسكرية. كان توبالوفيتش إلى جانب يوسف برازينا وعصمت بايراموفيتش وآخرين أحد المجرمين الرئيسيين المكلفين بالدفاع عن المدينة خلال المراحل الأولى من الحرب. رامز دلاليتش قائد لواء الجبل التاسع في سراييفو وتوبالوفيتش الذي قاد اللواء العاشر سيطر على جزء كبير من العاصمة المحاصرة. سيطر توبالوفيتش على المنطقة من سكندريا على الضفة اليسرى من ميلياتشكا شرقا. لقد مارس سلطة مطلقة على الأحياء مجندين من العصابات الصحفية أدار عمليات التهريب في السوق السوداء وخطف الأثرياء وفدية واغتصابات منظمة وخصص منازل خالية وأعدم مقاتلين ومدنيين من الصرب (على الأرجح أكثر من 400).
في إحدى الحالات الموثقة تم إطلاق النار على عائلة مكونة من ستة أفراد بأسلحة آلية أثناء تجمعهم لتناول الغداء على يد مهاجمين كانوا يرتدون زي الرابطة الوطنية. قال يوفان ديفياك وهو جنرال صربي يخدم في حكومة سراييفو إن المسؤولين تعرفوا على القتلة في غضون ساعات لكن الشرطة منعت التحقيق كما هو الحال في العديد من حالات العنف الأخرى ضد الصرب.
كانت حفرة كازاني تقع على جبل تريبفيتش أسفل مواقع جيش صرب البوسنة والهرسك وحوالي 1.5 كيلومتر شمال وسط المدينة. تم استخدامه من قبل كاكو ورجاله كمكان للقتل وكمقبرة جماعية لضحاياهم. تم القبض على المدنيين الصرب وضربهم ثم قتلهم في كثير من الأحيان عن طريق ذبحهم وقطع رؤوسهم قبل إلقاء جثثهم في حفرة كازاني.
في 27 مايو 1993 أبلغ ديفياك رئيس اتحاد البوسنة والهرسك آنذاك علي عزت بيغوفيتش بالجرائم التي ارتكبت ضد المدنيين الصرب في سراييفو. أرسل خطاب من خمس صفحات لم يكتف بتفصيل عمليات القتل التي نفذتها الجماعات شبه العسكرية بل ذكر أيضا أكثر من عشرة أسماء ممن تم اختطافهم وقتلهم.
كانت مجلة داني من أوائل المنشورات التي كتبت عن جرائم توبالوفيتش ضد صرب سراييفو. في عددها الصادر في 29 يناير 1993 نشرت مقالة من ثلاث صفحات حول معاناة الصرب ووضعهم في المدينة. وأبلغ عن 22 حالة تم التأكد من مقتل 39 شخص فيها جميعهم من الصرب بينما كانت جنسيات اثنين من الضحايا غير معروفة.

## الاعتقالات
في 26 أكتوبر 1993 أطلقت الحكومة البوسنية عملية شرطية أطلق عليها اسم «عملية تريبيفيتش 2» بهدف التعامل مع الجريمة في صفوفها وإعادة الجماعات العسكرية المتمردة إلى النظام. كان الإجراء موجه ضد اللواء التاسع والآلي العاشر في جيش جمهورية البوسنة والهرسك وقادته. قامت وحدات الشرطة المسلمة بحل جماعة كاكو شبه العسكرية واعتقلت 16 جندي وقتلت كاكو الذي وصفه جنرال مسلم بأنه «شاهد غير ملائم» على فظائع زمن الحرب. ووجهت لوائح اتهام إلى شركاء كاكو لكن صدرت بحقهم أحكام قليلة بعد محاكمة في محكمة سراييفو العسكرية. حُكم على أربعة أشخاص بالسجن ست سنوات لكل منهم: أسعد توكاكوفيتش وزيو كوبات ورفيق تشولاك ومولود الدين شيلاك بينما حُكم على ثمانية بالسجن لمدة عشرة أشهر لكل منهم لعدم الإبلاغ عن جريمة ومرتكبيها. تمت إدانة 14 جندي بارتكاب فظائع مختلفة خدم معظمهم بضعة أشهر.
وصف توكاكوفيتش تعذيب وقتل الزوجين فاسيلي وآنا لافريف أثناء محاكمته. بعد أن وصف كيف ضرب فاسيلي لافريف وقتله بقطع رقبته تابع:
أثبتت علاقة الحكومة البوسنية مع كاكو وجماعته شبه العسكرية أنها معقدة لأن دفاعهم عن المدينة أثناء حصارها كان أولوية. يتهم عليبابيتش وآخرون بأن كاكو قد تم إقصاؤه ليس لأنه كان قائد خارج نطاق السيطرة ولكن لأنه أصبح عبء سياسي على عزت بيغوفيتش ودائرته الداخلية من القادة السياسيين لحزب العمل الديمقراطي الذين كانوا متواطئين في عمله القذر.

## عدد القتلى
قام المحققون باستخراج الجثث من المقابر الجماعية في حفرة كازاني وتم انتشال 29 جثة بعد أيام قليلة. ومع ذلك أوقفت وزارة الداخلية العمل بشكل مفاجئ ولم يستأنف قط. قال منير علي بابيتش الذي كان في ذلك الوقت رئيس شرطة سراييفو وكان مسؤول عن التحقيق "من الواضح أنه كان هناك أكثر من 29 جثة في الحفرة" لكنني أُمرت بوقف كل الأعمال. عندما استجوبت وزير الداخلية أخبرني أن هذا كان أمر رئاسي. وأظن أن العثور على أعداد كبيرة من الجثث كان غير مريح سياسي". 2 من الكروات وبوشناق واحد.
العدد الإجمالي للضحايا الذين قتلوا في كازاني غير معروف حيث تتراوح التقديرات بين بضع عشرات إلى بعض المئات. تقديرات الضحايا للمدنيين الصرب الذين قتلوا في سراييفو التي تسيطر عليها الحكومة البوسنية والتي أجراها مسؤولون في اتحاد البوسنة والهرسك تقول «150 على الأقل». أدت أعمال الوحدات شبه العسكرية إلى فرار آلاف الصرب من المدينة خاصة في صيف عام 1992. بنهاية الحرب قدر عدد الصرب في سراييفو بعشرات الآلاف أي أقل من 20٪ ممن عاشوا في المدينة عام 1991.

## الذكرى

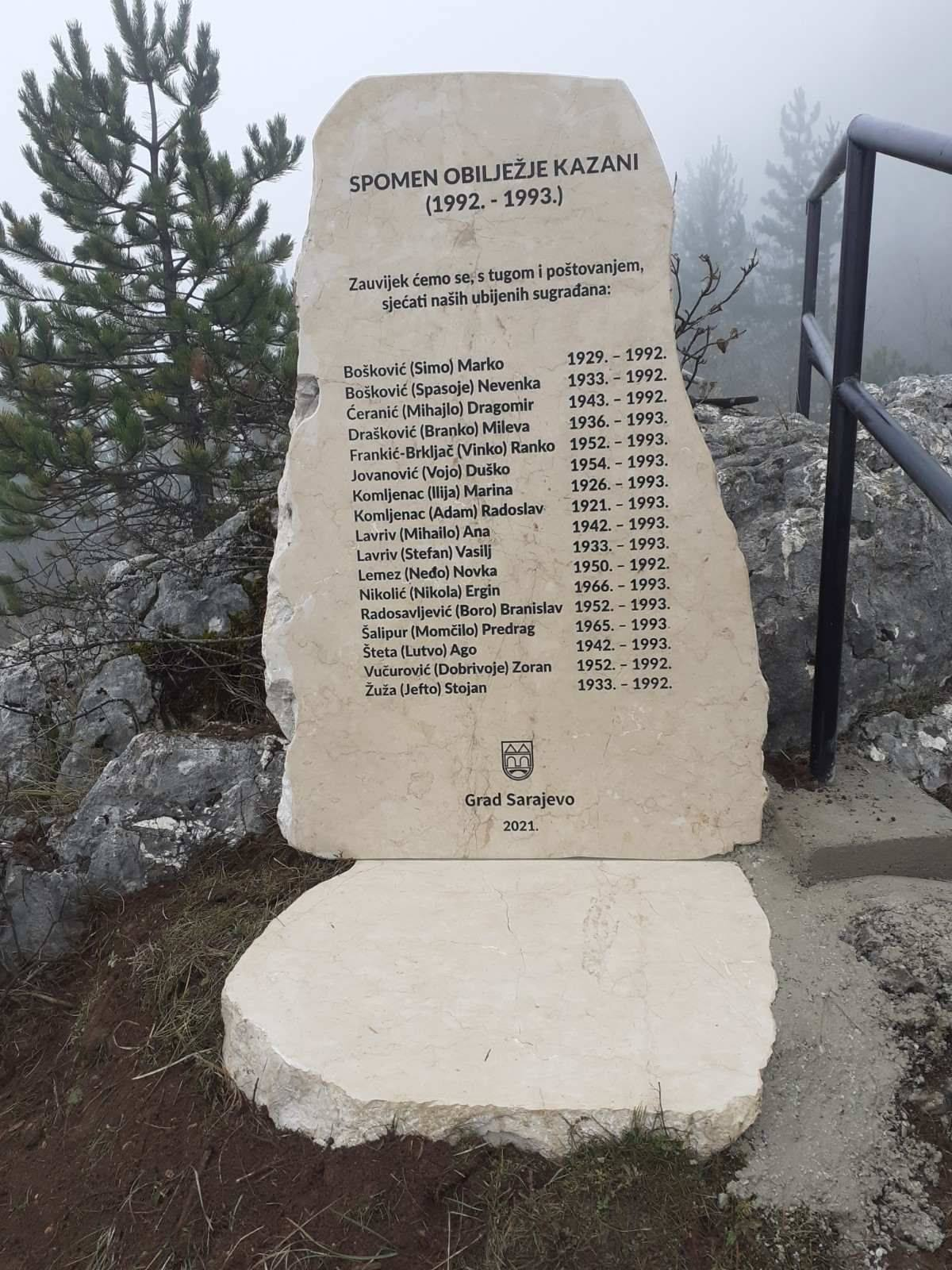
تم الكشف عن النصب التذكاري في كازاني رسميا في 15 نوفمبر 2021.

في عام 2016 أشاد السياسي المسلم البوسني بكر عزت بيغوفيتش نجل علي عزت بيغوفيتش بضحايا الحرب من صرب سراييفو من خلال زيارة حفرة كازاني ووضع الزهور على حافة الوادي.

### النصب التذكاري
لسنوات عديدة دعت العديد من المنظمات غير الحكومية البوسنية بما في ذلك جمعية البحوث الاجتماعية والاتصالات ومركز العمل اللاعنفي مدينة سراييفو لبناء نصب تذكاري للضحايا الذين قتلوا في كازاني وسط سراييفو. في ديسمبر 2020 أدرج مجلس مدينة سراييفو نصب تذكاري لضحايا كازاني في خطة المعالم التي سيتم تمويلها وبنائها في عام 2021.
في 12 نوفمبر 2021 أقامت إدارة مدينة سراييفو نصب تذكاري في كازاني. في 15 نوفمبر كشف بنجامينا كاريتش وميلان دونوفيتش والممثل السامي في البوسنة والهرسك كريستيان شميدت النقاب عن النصب التذكاري. ولم يحضر أهالي الضحايا حفل إزاحة الستار عن النقاب بعد أن تم الكشف عن حذف أسماء الجناة من اللوحة.